# لئونتک
لئونتک (انگلیسی: Leonteq) شرکت خدمات مالی و سرمایه‌گذاری سوئیسی است، که در سال ۲۰۰۷ تأسیس شد.